# 陣原
陣原（じんのはる）は福岡県北九州市八幡西区の地名。陣原一丁目から五丁目の町がある。住居表示実施済み。郵便番号は807-0821。

## 地理
八幡西区の北部に位置し、北に夕原町、北東に大字熊手、東に皇后崎町、南に穴生，樋口町，瀬板、南西に則松、西に長崎町および中須、北西に本城東と接する。

### 河川
- 一級河川 新々堀川

## 地域の特徴
北縁に沿ってJR九州福北ゆたか線が通り、町域の中央部を南南東から北北西に県道11号有毛引野線が通過する。東縁に沿って国道3号（黒崎バイパス）が、南縁に沿って東西に国道3号（現道）が走り、南西端で合流する。東西に細長く伸びる平坦な土地であり、東部は商業・工業地域、他は住宅地となっている。かつては町域の中央部を西鉄北九州線が東西に走っており、国道11号の西側付近に陣の原停留場が存在していたが、2000年（平成12年）11月26日に廃止された。代替駅として設置されたJR九州の陣原駅の近くには、1984年（昭和59年）まで貨物駅の東折尾駅が存在していた。

一丁目に陣原東年長者いこいの家、二丁目に黒崎バイパス 陣原ランプ、三丁目に市立陣原保育所、五丁目に旗頭神社がある。

## 歴史

### 地名の由来
香月庄司と源範頼が兵を交えたところとの説や、武内宿禰が陣を構えた場所から陣原と呼ばれたとの説などがある。

### 沿革
- 1966年（昭和41年）- 陣原一丁目，三丁目，四丁目新設[5]。
- 1973年（昭和48年）6月1日 - 陣原二丁目，五丁目新設[5][6]。

### 町名の変遷
| 実施内容          | 実施年月日               | 実施後     | 実施前                               |
| ----------------- | ------------------------ | ---------- | ------------------------------------ |
| 町名新設 住居表示 | 1966年（昭和41年）       | 陣原一丁目 | 大字陣原，大字穴生，大字則松の各一部 |
| 町名新設 住居表示 | 1966年（昭和41年）       | 陣原三丁目 | 大字陣原，大字穴生，大字則松の各一部 |
| 町名新設 住居表示 | 1966年（昭和41年）       | 陣原四丁目 | 大字陣原，大字穴生，大字則松の各一部 |
| 町名新設 住居表示 | 1973年（昭和48年）6月1日 | 陣原二丁目 | 大字陣原，大字穴生の各一部           |
| 町名新設 住居表示 | 1973年（昭和48年）6月1日 | 陣原五丁目 | 大字陣原，大字則松の各一部           |

## 世帯数と人口
2025年（令和7年）3月31日現在（北九州市発表）の世帯数と人口は以下の通りである。
| 町         | 世帯数    | 人口    |
| ---------- | --------- | ------- |
| 陣原一丁目 | 571世帯   | 820人   |
| 陣原二丁目 | 445世帯   | 788人   |
| 陣原三丁目 | 957世帯   | 1,639人 |
| 陣原四丁目 | 620世帯   | 1,056人 |
| 陣原五丁目 | 208世帯   | 377人   |
| 計         | 2,801世帯 | 4,680人 |

### 人口の変遷
国勢調査による人口の推移。
| 1995年（平成7年）  | 3,746人 | [ 8 ]  |  |
| 2000年（平成12年） | 3,687人 | [ 9 ]  |  |
| 2005年（平成17年） | 3,882人 | [ 10 ] |  |
| 2010年（平成22年） | 4,475人 | [ 11 ] |  |
| 2015年（平成27年） | 4,739人 | [ 12 ] |  |
| 2020年（令和2年）  | 4,915人 | [ 13 ] |  |

### 世帯数の変遷
国勢調査による世帯数の推移。
| 1995年（平成7年）  | 1,517世帯 | [ 8 ]  |  |
| 2000年（平成12年） | 1,588世帯 | [ 9 ]  |  |
| 2005年（平成17年） | 1,721世帯 | [ 10 ] |  |
| 2010年（平成22年） | 2,161世帯 | [ 11 ] |  |
| 2015年（平成27年） | 2,329世帯 | [ 12 ] |  |
| 2020年（令和2年）  | 2,520世帯 | [ 13 ] |  |

## 学区
市立小・中学校に通う場合、学区は以下の通りとなる。
| 町         | 街区                   | 小学校                 | 中学校               |
| ---------- | ---------------------- | ---------------------- | -------------------- |
| 陣原一丁目 | 全域                   | 北九州市立青山小学校   | 北九州市立穴生中学校 |
| 陣原二丁目 | 全域                   | 北九州市立穴生小学校   | 北九州市立折尾中学校 |
| 陣原三丁目 | 全域                   | 北九州市立穴生小学校   | 北九州市立折尾中学校 |
| 陣原四丁目 | 1 - 17番，18番1 - 20号 | 北九州市立穴生小学校   | 北九州市立折尾中学校 |
| 陣原五丁目 | 全域                   | 北九州市立穴生小学校   | 北九州市立折尾中学校 |
| 陣原四丁目 | 18番21号以上，19番     | 北九州市立折尾東小学校 | 北九州市立折尾中学校 |

## 交通

### 鉄道
- JR九州
  - 陣原駅

### バス
域内のバス停と系統は以下のとおりである。
| 運行事業者 | 運行事業者   | 西鉄バス北九州 | 西鉄バス北九州 | 西鉄バス北九州 | 西鉄バス北九州 | 西鉄バス北九州 | 北九州市交通局 |
| 系統       | 系統         | 無番           | 1              | 74-1           | 80             | 82             | 57             |
| 停留所     | 瀬板二丁目   |                |                | ○              |                |                |                |
| 停留所     | 神社下       |                |                | ○              |                |                |                |
| 停留所     | 陣の原三叉路 |                |                | ○              |                |                |                |
| 停留所     | 国道陣の原   |                |                | ○              |                |                |                |
| 停留所     | 陣の原       | ○              | ○              |                |                |                |                |
| 停留所     | 陣の原三丁目 |                |                |                | ○              | ○              | ○              |
| 停留所     | 陣原駅南口   |                |                |                | ○              | ○              | ○              |

### 道路
- 国道3号（黒崎バイパス）
- 国道3号（現道）
- 県道11号有毛引野線

## 施設

### 公共施設
- 北九州市立陣原市民センター
- 陣原公民館

### 社会福祉施設
- 北九州市立陣原保育所
- 陣原東年長者いこいの家

### 寺社
- 旗頭神社

### 公園
- 陣原北公園
- 陣ノ原中公園
- 陣原西公園
- 陣原東公園
- 西屋敷公園
- 旗頭公園
- 波戸場公園
- 古川公園